# Bătălia de la Lwów (1939)

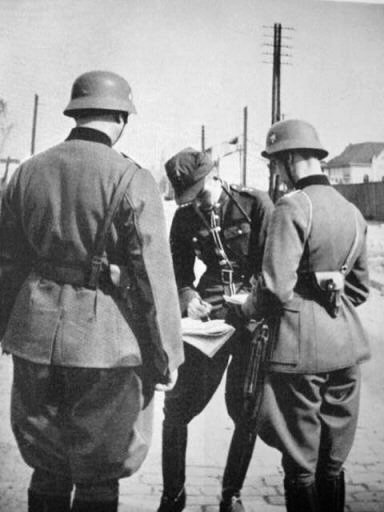
Nemți și polonezi discută termenii predării

Bătălia de la Lwow a fost o bătălie ce a avut loc în Al Doilea Război Mondial în timpul invadării Poloniei. Aceasta a avut loc în orașul Liov din Ucraina, pe atunci parte din Polonia.
Pe 7 septembrie generalul Wladyslaw Langner a început să organizeze paza orașului. 
După capturarea Somborului (aflat la 66 km distanță de Lwow), colonelul german Ferdinand Schörner a ordonat ocuparea Liovului. Nemții au ajuns la periferia orașului, dar au fost înfrânți de polonezi.
La 17 septembrie Uniunea Sovietică se alătura Reichului German în război și începea să ocupe teritoriul Poloniei.
La 22 septembrie apărătorii polonezi ai Liovului s-au predat.